# 锚刺果
锚刺果（学名：[Actinocarya tibetica] 错误：{{Lang}}：文本有斜体标记（帮助））是紫草科锚刺果属的植物。分布在锡金、印度、克什米尔以及中国大陆的甘肃、青海、西藏等地，生长于海拔3,100米至4,500米的地区，多生于河滩草地或灌丛草甸，目前尚未由人工引种栽培。